# Isidoro I de Constantinopla
Isidoro I de Constantinopla, dito Buchiras, foi o patriarca grego ortodoxo de Constantinopla de 1347 até 1350. Ele foi um discípulo e seguidor de Gregório Palamas.

## Vida
Pouco se sabe sobre a sua vida. Ele nasceu na Tessalônica no final da década de 1290 e lá se tornou um professor e um líder espiritual. Como discípulo de Palamas, ele foi sugado pela controvérsia hesicasta entre os seguidores de Gregório e os de Barlaão da Calábria no meio do século XIV.
Em 1345, Isidoro, que era então o bispo eleito de Monemvasia, e Gregório foram excomungados por uma reunião de bispos anti-hesicastas que se reunira em Constantinopla sob o comando do patriarca João XIV Calecas, que também era um adversário de Gregório. Tanto Palamas quanto Isidoro Buchiras se retrataram neste concílio.
Em fevereiro de 1347, durante um sínodo convocado pelo imperador bizantino João VI Cantacuzeno, o patriarca João foi deposto, Isidoro foi reabilitado e eleito seu sucessor como patriarca de Constantinopla. Logo que assumiu, Isidoro soltou Gregório da prisão e o consagrou arcebispo de Tessalônica.

## Patriarcado
Durante os seu patriarcado de pouco mais de dois anos, Isidoro procurou fazer com que toda a Igreja Bizantina aceitasse o palamismo e, para isso, selecionou apenas bispos deste partido. Ele também instituiu duras penalidades para os que se recusassem. 